# University of Sheffield
Die University of Sheffield (deutsch Universität Sheffield) ist eine im Jahre 1905 gegründete staatliche Universität in der englischen Stadt Sheffield. Mit 30.055 Studenten lag die Universität 2019/2020 an 16. Stelle der britischen Universitäten geordnet nach Studierendenzahl.
Die Universität zählt zu den weltweit angesehensten Universitäten und gilt sowohl in Fachkreisen als auch in der medialen Berichterstattung als Spitzenuniversität. Die Universität erreichte im weltweiten Ranking Platz 66, gehört damit zu den 1 % besten Universitäten der Welt und zu den 20 renommiertesten Einrichtungen in Europa. Sie ist Mitglied der Russell-Gruppe und hat bisher 6 Nobelpreisträger hervorgebracht.

## Geschichte

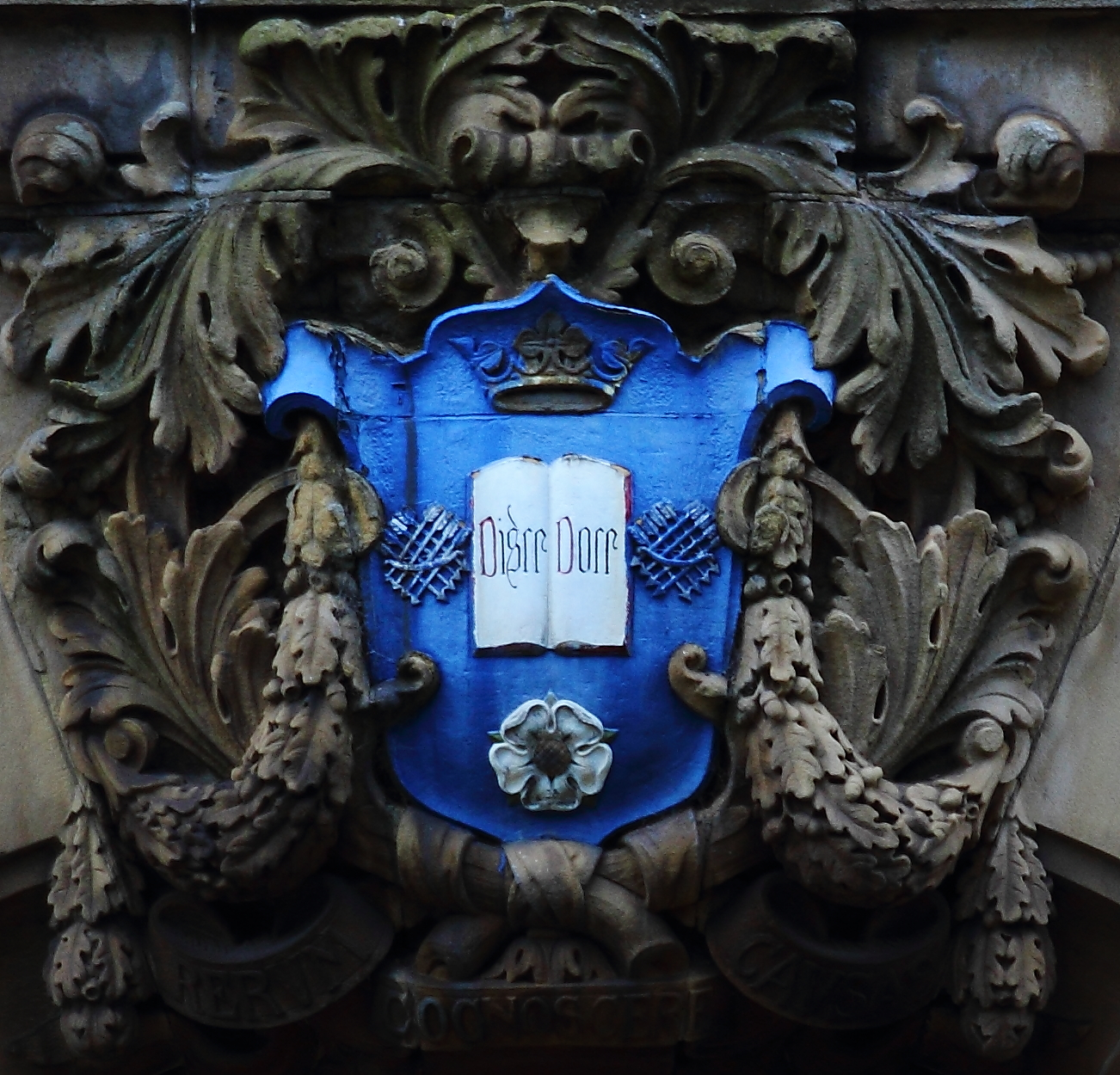
Siegel über dem Eingangstor

Vorläufer der Universität waren die sukzessive zusammengeführten Hochschuleinrichtungen von Sheffield Medical School (gegründet 1828), Firth College – eine naturwissenschaftliche Schule – (1879) und Sheffield Technical School (1884). Um die Jahrhundertwende gab es Pläne, diese zusammen mit den zeitgleich entstandenen Bildungseinrichtungen in Leeds, Liverpool und Manchester in eine überregionale Universität zusammenzuführen, die Gründung der selbstständigen Universität Leeds im Jahr 1904 machte dies jedoch hinfällig. Die Hochschulen in Sheffield erhielten 1905 schließlich die Royal Charter durch König Eduard VII. zur Bildung der Universität Sheffield mit damals nur 114 Studenten.
Seit ihrer Gründung gehörte die Universität Sheffield zu den bürgerlichen Universitäten in England, was auch durch die angebotenen Studienfächer zum Ausdruck kommt. Sie ist auch eine bedeutende Forschungsuniversität. Die Universität Sheffield erhält umfangreiche Forschungsaufträge aus der Industrie unter anderem durch Boeing, Rolls-Royce, Unilever oder GlaxoSmithKline. Die Universität besitzt ein sehr hohes Ansehen unter Arbeitnehmern und zählt zu den Hochschuleinrichtungen, an welchem führende Arbeitgeber wie Goldman Sachs, PricewaterhouseCoopers oder Google rekrutieren.

## Zulassung zum Studium
Die Zugangsvoraussetzungen gehören zu den höchsten des Landes. So kamen 2012 etwa bei den Psychologen der medizinischen Fakultät auf einen Studienplatz im Schnitt 23 potenzielle Bewerber.

## Auszeichnungen

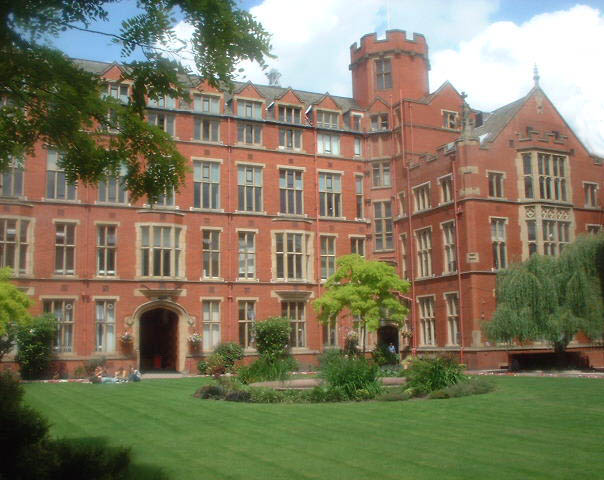
Viktorianische Architektur des Firth College von 1879

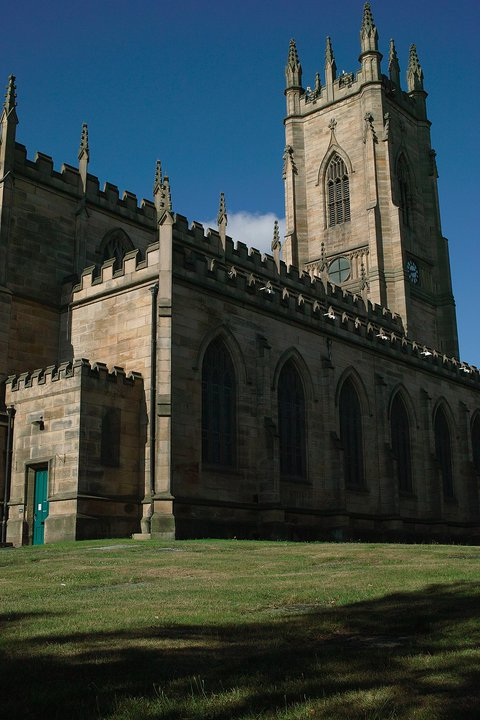
Die St. George Church dient als Fakultätseinrichtung der Universität

Die Universität wurde im Jahr 2001 von der Sunday Times zur Universität des Jahres gewählt und ist konstant in den Top 20 der Zeitung vertreten. Besonders gute Platzierungen erreicht die Universität in den Fachbereichen Philosophie (Rang 6 unter den englischen Universitäten), Chemie (Rang 6) und Biologie (Rang 5). International besonders angesehen ist der Fachbereich der Politikwissenschaft (Rang 3), welcher im Ranking des Jahres 2010 als einziger Studiengang die renommierte University of Cambridge überholen konnte. Für außergewöhnliche Verdienste in der Forschung und Lehre wurde der Universität der Queen’s Anniversary Prize in den Jahren 1998, 2000, 2002, 2007 verliehen. Im Teaching Quality Assessment belegte die Universität den dritten Platz. Etwa 75 % aller Fachbereiche erhielten die höchstmögliche Bewertung.
Die Business School besitzt eine Triple Crown (Hochschulakkreditierung). Damit gehört sie weltweit zu den wenigen Wirtschaftsfakultäten, welche sowohl über die AACSB-, als auch über die AMBA- und die EQUIS-Akkreditierung verfügen.
Die Studentenvereinigung der Universität wurde von Times Higher Education mehrfach zur besten des Landes gewählt.

## Partneruniversitäten
Die Universität bietet mehrere Austauschprogramme an renommierten Partnerhochschulen an. Darunter zählen u. a. Universität Tokio, Australian National University, McGill University, Universität Hongkong, Nationaluniversität Singapur, Georgia Institute of Technology und die University of Michigan.
Zudem verfügt die Universität über eine Vielzahl von Austauschmöglichkeiten innerhalb des europäischen Erasmus-Netzwerkes. In Deutschland z. B. mit der Ludwig-Maximilians-Universität München, Technischen Universität München, Universität Heidelberg, Humboldt-Universität zu Berlin und der Freien Universität Berlin, sowie außerhalb Deutschlands mit der Universität Coimbra, Universität Salamanca, Reichsuniversität Groningen, Universität Wien, Universität Helsinki, Universität Lund, Universität Barcelona und der Universität Maastricht.
Eine nationale Bindung hält die Universität zu der University of Leeds und der University of York im White Rose Consortium-Verbund.

## Fakultäten

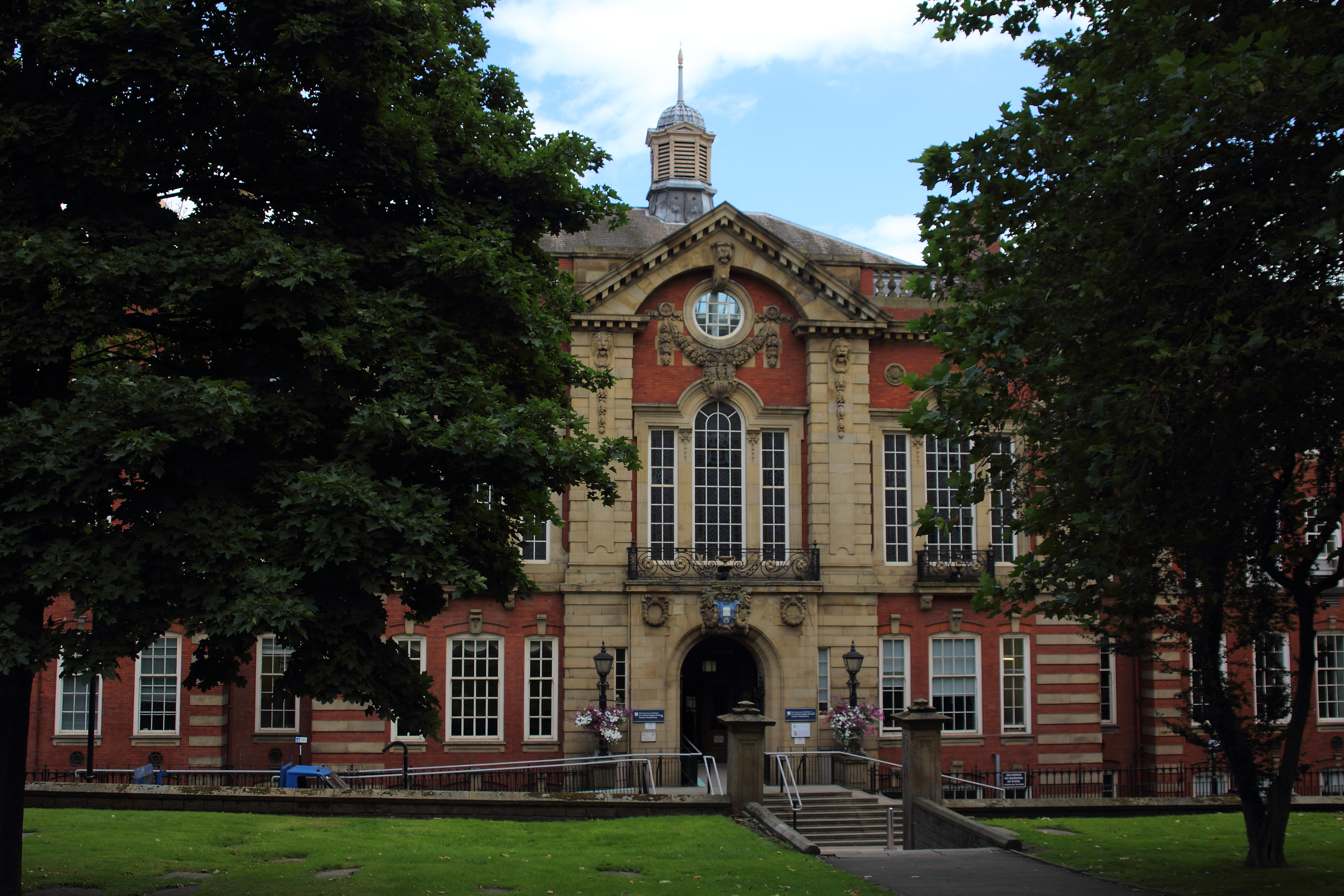
Sir Frederick Mappin Building, Fakultät für Ingenieurwissenschaften

Die Universität gliedert sich mit Stand 2021 in 6 Fakultäten:
- Fakultät für Künste und Geisteswissenschaften (Arts and Humanities)
- Fakultät für Ingenieurwissenschaften (Engineering)
- Fakultät für Medizin, Zahnmedizin und Gesundheit (Medicine, Dentistry and Health)
- Fakultät für Wissenschaften (Science), beispielsweise mit den Abteilungen Physik, Chemie oder Psychologie
- Fakultät für Sozialwissenschaften (Social Sciences)
- CITY College, Thessaloniki

Früher gab es noch die Fakultäten Rechtswissenschaften (Law) und Architektur (Architectural Studies); diese Fachbereiche gehören in Sheffield heute zur Fakultät Sozialwissenschaften.

## Zahlen zu den Studierenden
Von den 30.055 Studenten des Studienjahrens 2019/2020 nannten sich 16.050 weiblich und 13.990 männlich. 18.390 Studierende kamen aus England, 105 aus Schottland, 350 aus Wales, 65 aus Nordirland, 1.510 aus der EU und 9.590 aus dem Nicht-EU-Ausland. Insgesamt waren 11.095 (36,9 %) der Studierenden aus dem Ausland. 19.100 strebten 2019/2020 ihren ersten Studienabschluss an, sie waren also undergraduates. 10.955 arbeiteten auf einen weiteren Abschluss hin, sie waren postgraduates.
2013 waren es rund 24.500 Studenten und 6.000 Angestellte, davon 1.200 wissenschaftliche, gewesen.

## Auswahl berühmter Absolventen und Dozenten

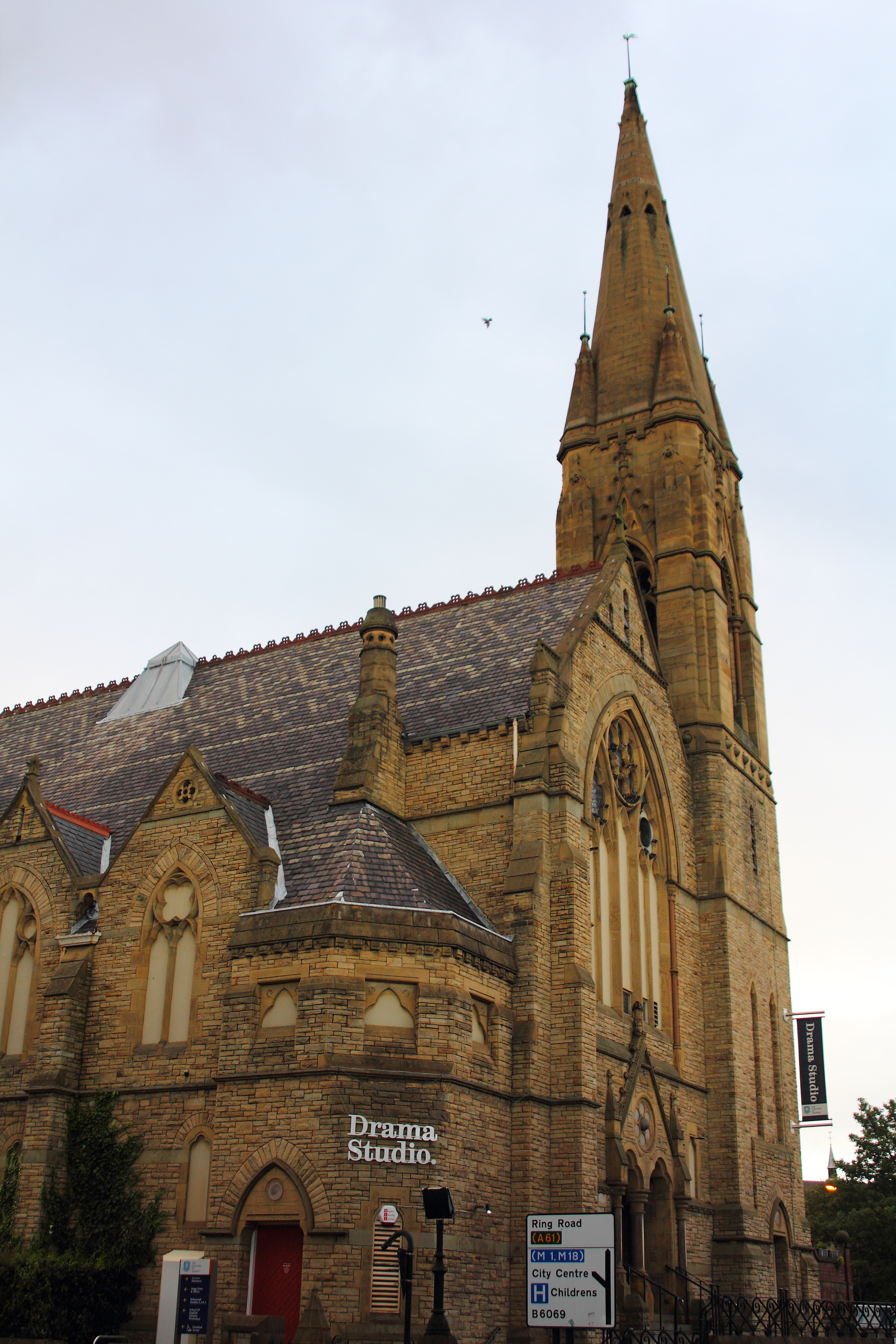
Fakultät für Theaterwissenschaften

### Nobelpreisträger
Die folgenden Nobelpreisträger wirkten zumindest zeitweise an der Universität Sheffield:
- Howard Florey (1898–1968), Nobelpreis für Medizin 1945, 1931 bis 1935 Pathologe in Sheffield
- Hans Adolf Krebs (1900–1981), Nobelpreisträger in Physiologie oder Medizin 1953, ab 1945 Professor für Biochemie in Sheffield
- George Porter (1920–2002), Nobelpreisträger in Chemie 1967
- Richard John Roberts (* 1943), Nobelpreisträger in Physiologie oder Medizin 1993
- Harold Kroto (1939–2016), Nobelpreisträger für Chemie 1996
- Fraser Stoddart (1942–2024), Nobelpreisträger für Chemie 2016, 1981 bis 1990 Dozent in Chemie

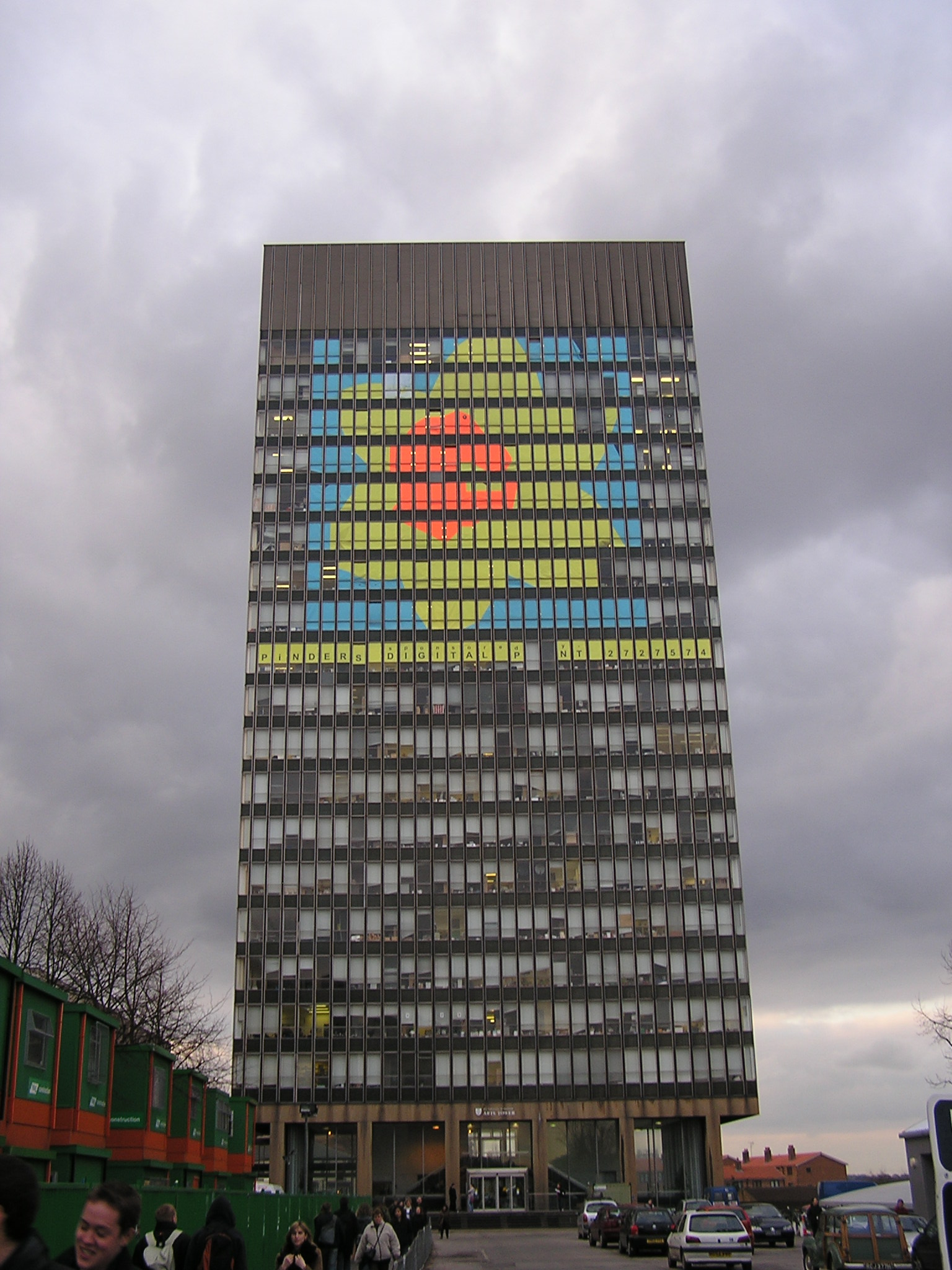
Der Arts Tower (78 m, 1965) beherbergt v. a. Abteilungen der Fakultäten Architektur und Kunst (einschließlich Sprachen)

### Akademisch
- John Brooks, Kanzler, Manchester Metropolitan University
- Sir Paul J. Curran, Präsident, City, University of London
- Tolu Olukayode Odugbemi, Kanzler, University of Lagos
- Sir David Melville, Kanzler, University of Kent
- Stuart Palmer, Kanzler, University of Warwick
- Michael Sterling, Kanzler, University of Birmingham
- John Sutton (* 1948), Ökonom, London School of Economics

### Wirtschaft
- Hussain Dawood (* 1943), Vorstand, Dawood Hercules Corporation Limited, Engro Corporation Limited
- John Devaney, Vorstand, Marconi PLC
- Jeremy Grantham (* 1938), Mitgründer von GMO asset management
- Penny Hughes, ehemaliger Präsident von Coca-Cola Enterprises (UK)
- Sir Peter Middleton, Vorstand, Barclays
- Edward H Ntalami, Vorstand, Capital Markets Authority, Kenia
- Jim O’Neill (* 1957), Chefvolkswirt von Goldman Sachs
- Richard Simmons, Vorstand, Commission for Architecture and the Built Environment (CABE)

### Jura
- Arifin Zakaria, Vorsitzender Richter des Obersten Gerichtshofes von Malaysia
- Md. Muzammel Hossain, ehemals Vorsitzender Richter des Obersten Gerichtshofes von Bangladesch
- Maurice Kay, Richter am Court of Appeal für England und Wales
- Anne Rafferty, Richterin am Court of Appeal für England und Wales
- Sir Nigel Knowles, Vorstand der anglo-amerikanischen Anwaltskanzlei DLA Piper
- Phil Wheatley, Generaldirektor Her Majesty’s Prison Service
- Henry M. Joko-Smart, ehemaliger Richter am Obersten Gerichtshof von Sierra Leone
- Tommy Sihotang, indonesischer Rechtsanwalt

### Kunst und Medien
- Carol Barnes, ITN-Moderator
- Lucie Cave, Journalist, Herausgeber des Heat-Magazins
- Peter Cheeseman, Direktor für Theater
- Stephen Daldry (* 1961), Bühnendirektor
- Chris Fawkes, BBC-Moderator
- Martin Fry, Sänger ABC
- Eddie Izzard (* 1962), Comedian
- Tim Key, Comedian und Preisträger des Edinburgh Comedy Award 2009
- Sid Lowe, The Guardian, Journalist
- Joseph Marcell (* 1948), Schauspieler
- Paul Mason (* 1960), Journalist
- Rachel Shelley (* 1969), Schauspieler
- Linda Smith, Komikerin
- Dan Walker, Journalist
- Andrew Wilson, Sky-News-Moderator
- Frank Worrall, The Sun, Autor und Journalist

### Pioniere
- Amy Johnson (1903–1941), Pilotin
- Helen Sharman (* 1963), erste britische Astronautin
- Roy Koerner, Polarforscher

### Politik
- David Blunkett (* 1947), britischer Minister (Labour Party)
- Baroness Taylor (* 1947), britische Staatsministerin (Labour Party)
- Sir Frederick Archibald Warner (1918–1995), Diplomat und Mitglied des Europäischen Parlaments (Conservative Party)
- Kadi Sesay, Handelsministerin, Sierra Leone
- Eric Varley (1932–2008), britischer Energie- und Wirtschaftsminister (Labour Party)
- Sir Chung Sze-yuen, Mitglied des Executive Council of Hong Kong

### Wissenschaften
- Sir Donald Coleman Bailey, Erfinder der Bailey-Brücke
- John A. Kanis, Entwickler des Osteoporose-Risikoscores FRAX
- Ian D. Cooke (* 1935), Reproduktionsmediziner